# Camperols lleonesos
Camperols lleonesos és una de les obres més representatives de l'etapa de maduresa del pintor valencià Joaquim Sorolla i Bastida
(1863-1923). Està pintada a l'oli sobre llenç i les seves dimensions són de 198,6 × 253,6 cm.

## Història de l'obra
Segons l'investigador i director del Museu Tèxtil de Val de San Lorenzo de León, Miguel Ángel Cordero, la seva execució s'emmarca en el context de les diverses visites que l'artista realitza a la província entre 1902 i 1913, «cercant sobretot la riquesa de la seva indumentària camperola»
Al 1908, és a dir, un any després de la seva realització, la peça forma part del conjunt d'obres presentades a les Grafton Galleries de Londres, on va cridar l'atenció poderosament del magnat dels Estats Units Archer Milton Huntington, fundador de la Hispanic Society of America el 1904, qui, a l'any següent (1909), organitza la primera exposició d'obres de Sorolla a Nova York (el mateix dia de la inauguració, compra els quadres Camperols lleonesos —«atractiu grup […] amb els seus ases brillantment guarnits»— i Sol de tarda). Finalment, li encarrega la realització dels catorze panys de pared que constitueixen la seva Visió d'Espanya, que de llavors ençà decoren un dels salons de la institució.